# 星之彩 (電影)
《星之彩》（英語：Color Out of Space）是一部2019年美國科幻恐怖片，由李察·史丹利執導兼編劇；主演陣容包括尼可拉斯·凱吉、裘莉·李察森、麥德琳·亞瑟、歐琳卡·喬徹、布倫丹·梅爾、湯米·瓊及艾略特·奈特。該片改編自H·P·洛夫克拉夫特創作的同名短篇小說，故事描述加德納（Gardner）一家搬到了新英格蘭鄉村的一處偏遠農莊，以遠離21世紀的喧囂。某日，一顆神秘的隕石墜入他們的前院並開始融入了地球，且以一種奇怪、超凡脫俗的色彩感染了陸地和時空的屬性。讓他們感到恐懼的是，加德納家族發現這種異化力量正在逐漸改變它所接觸到的每一種生命形式。
洛夫克拉夫特的《星之彩》改編電影計劃最初由史丹利於2013年對外公開，但之後被延遲了數次。繼2018年電影《曼蒂》後，凱吉再度和伊利亞·伍德及其製片公司幽視影業合作，以擔任《星之彩》的主演；此時，史丹利仍會執導該片，這也是他繼《攔截人魔島》（1996年）後二十三年來首部執導的長片作品。《星之彩》同時也是幽視影業對洛夫克拉夫特作品改編三部曲中的第一部。
《星之彩》2019年9月7日起登上多倫多國際影展「午夜瘋狂」單元首映，2020年1月24日於美國有限上映。本片發行後在影評界及觀眾間獲得了普遍好評，大多稱讚其風格、凱吉的表現，以及對原作的尊重。

## 劇情
在妻子泰瑞莎因癌症進行乳房切除術後，奈森·加德納帶著全家人從大城市搬到了麻薩諸塞州阿卡姆鎮偏僻山中的一間農莊，並在那嘗試種植水果和養殖羊駝。他們的女兒拉維妮亞在進行威卡教的儀式以期望恢復母親的健康時，水文學家沃德的到來打斷了她；後者是為了此處在未來將建立水力發電大壩而前來調查其地下水位。
加德納一家的成員皆有著各自的問題和煩惱──身為公司財務顧問的泰瑞莎因無法在他們偏僻的地區獲得良好的網路訊號而失去了許多客戶；奈森因妻子自從六個月前動完手術後就沒有發生過性行為，加上他的家人也沒有認真對待他的耕作和家畜；他的大兒子班尼被當地的隱士伊薩帶壞而開始吸大麻。他的小兒子傑克則已休學，只與他們的家犬山姆互動。
某天晚上，奈森正在向泰瑞莎求歡；突然，一顆隕石墜毀在他們家的前院而驚動了全家人。該隕石帶有怪異色彩且散發著奇怪的氣味。後來，班尼和拉維妮亞目睹了該隕石被幾道閃電所擊中。隔天早晨，隕石已不再發光並碎裂，沃德、阿卡姆的警長和市長前來參觀；其中，沃德發現地下水已呈現油性光澤並對其進行了測試後，他建議加德納一家別喝這裡的水，但他無法說服市長做任何事情，因她不想嚇跑水壩開發商。
傑克開始迷上了隕石墜毀處附近的一口井。奇怪的是，色彩鮮豔的植被開始在周圍生長、變異的昆蟲從中飛出，傑克堅持認為自己能在那聽見某人在說話的聲音。沃德跟著班尼去拜訪伊薩，後者為他們播放了一卷他說是在地下移動的生物的錄音帶。新聞組到達採訪奈森並說明有關隕石的事，但它卻突然神秘地消失，而奈森在鏡頭前看上去像個醉漢。
後來，當泰瑞莎在準備晚餐時，她心不在焉地切斷了自己的兩根手指。奈森將她送往醫院期間，他讓班尼看家，但班尼發現羊駝無法控制時，事情很快就變得一發不可收拾──山姆失去蹤影、傑克獨自在外頭看著井，這使回到家的奈森感到生氣並不理會班尼和拉維妮亞對於怪異事物的說辭。當奈森打算洗澡時，他發現形似水母的生物出現在排水口並被牠咬傷。第二天，他發現自己採收的番茄莫名極度難吃後，與因網路訊號差而感到憤怒的泰瑞莎起了爭執。
晚上，當班尼和傑克在穀倉裡看到山姆和羊駝的怪異模樣後，兩人衝出去並尖叫。泰瑞莎聽到後衝過來抱住傑克時，兩人遭到穀倉內冒出的幾道彩色閃電擊中，這些閃電將母子融合在一起，形成一個畸形的合成人。由於所有電子設備開始出現故障，無法啟動汽車或尋求幫助，奈森和其他孩子將變異的妻兒帶入閣樓，在這他們難以決定如何處理這起可悲的事情。奈森因「色彩」對家人的所作所為感到不滿，並帶著霰彈槍進入穀倉，在那他發現山姆和他的所有羊駝融合在一起成為了怪物。在殺死牠後，他回到閣樓，命令孩子們離開並將變異的妻兒放在此處。
拉維妮亞試圖執行巫術儀式以挽救她的家人，且在此過程中自殘。她和班尼密謀逃離農場，但是當他們準備離開時，班尼聽到山姆在井里哀號並堅持要救出牠。當「色彩」從水里冒出並殺死他後，拉維妮亞變得精神錯亂並被失去理智的奈森鎖在閣樓中。變異的妻兒在此時已變成了具有攻擊性的細腳怪物，並試圖攻擊拉維妮亞。在發現了郊外畸形怪物屍體的沃德和警長到達並闖入了閣樓，奈森則一槍殺死了妻子變成的怪物。當他們離開房屋時，「色彩」突然從井中噴湧而出，使奈森發了狂。當奈森試圖對「色彩」開槍時，警長誤以為他在瞄準沃德而槍殺了奈森。抱著父親屍體的拉維妮亞決心不會離開房子。
沃德和警長仍然打算離開並去接伊薩，但只發現了其屍體和他留下的一卷錄音帶；他在該錄音帶中推斷「色彩」試圖將地球改造成「它所認知的一切」的地方。在屍體爆開後，一棵變異的樹殺死了警長。沃德回去農場試圖救出拉維妮亞時，「色彩」已從井中冒出而形成了一個高聳的漏斗狀風暴直通天際。拉維妮亞與他分享了她對「色彩」從何而來的景象——令人恐懼、醜陋、帶有觸角的外星實體；拉維妮亞最終化為了灰燼，而沃德則躲進房子中。他在那遇見了發狂的加德納一家幻影，且周遭的時間與空間也開始陷入扭曲和混亂。當沃德遭到奈森幻象的襲擊時，他躲進了酒窖中。當「色彩」消失在天空中後，房屋幾乎被摧毀殆盡並給周圍的農田留下一片蒼白的「荒地」，除了沃德外，所有的顏色和生命都被吸乾。
最後，沃德站在完工的大壩頂部，身為少數知曉這段過去的人，他表示自己將永遠不會喝此處的水。

## 演員
- 尼可拉斯·凱吉[10][11]飾演奈森·加德納（Nathan Gardner）
- 裘莉·李察森（英语：Joely Richardson）[10][11]飾演泰瑞莎·加德納（Theresa Gardner）
- 麥德琳·亞瑟（英语：Madeleine Arthur）[11][12]飾演拉維妮亞·加德納（Lavinia Gardner）
- 歐琳卡·喬徹[10][11]飾演圖馬鎮長（Mayor Tooma）
- 布倫丹·梅爾[11]飾演班尼·加德納（Benny Gardner）
- 朱利安·希利亞德（Julian Hilliard）[11]飾演傑克·加德納（Jack Gardner）
- 艾略特·奈特（英语：Elliot Knight）[10][11]飾演沃德·菲利普斯（Ward Phillips）
- 湯米·瓊（英语：Tommy Chong）[10][11]飾演伊薩（Ezra）
- 喬許·C·華勒（Josh C. Waller）[13]飾演皮爾斯警長（Sheriff Pierce）

## 製作
南非籍導演李察·史丹利的母親潘妮·米勒（Penny Miller）是H·P·洛夫克拉夫特的忠實粉絲，在年幼時就開始閱讀其作品，也於12或13歲時首次閱讀了他的恐怖短篇小說作品《星之彩》，這在他的心中留下了深刻的印象。當他母親罹患癌症時，史丹利在這段難熬的歲月中還藉由閱讀洛夫克拉夫特的作品來度過。
史丹利最初於2013年首次對外公開《星之彩》的改編電影計畫，並在網上發表了一支概念預告片，表示該片正處於尋找製片商的初期發展階段；其預告片是根據其他電影的片段剪輯所製成。2015年9月，製片公司幽視影業證實將製作該片，且由史丹利執導，預計於2016年初開拍。
經過多次延遲，尼可拉斯·凱吉於2019年1月23日確認在《星之彩》中擔任主演，他先前曾在備受好評的電影《曼蒂》（2018年）中與幽視合作；該公司的丹尼爾·挪亞（Daniel Noah）、喬許·C·華勒（Josh C. Waller）、伊利亞·伍德與麗莎·惠倫（Lisa Whalen）將共同擔任監製，而ACE製片娛樂（ACE Pictures Entertainment）也將參與製作和集資。該片成為史丹利繼《攔截人魔島》（1996年）後二十三年來執導的首部長片作品。挪亞表示，片中包括了洛夫克拉夫特故事的各種寓言；並補充說，當他閱讀導演史丹利的劇本時，他向伍德發短訊說：「就是這個，我們找到了。」
除了凱吉外，裘莉·李察森、湯米·瓊、艾略特·奈特、朱利安·希利亞德（Julian Hilliard）和歐琳卡·喬徹也將共同參與演出。2019年2月初，據Deadline Hollywood報導，XYZ影業將負責全球銷售權並在下週至EFM（歐洲電影市場展）對外銷售其發行權。《星之彩》同時也是幽視影業對洛夫克拉夫特作品改編三部曲中的第一部，而下一部計劃改編成電影的作品為《敦威治恐怖事件》，同由史丹利擔任編導。
主要拍攝於2019年2月開始在葡萄牙辛特拉進行一個多月。2019年7月，該片據悉已進入後期製作階段。

## 音樂
《星之彩》的配樂由美國薩克斯風手兼作曲家柯林·史泰松所負責；該消息於2019年8月26日由《Exclaim!》對外透露，他在自己的推特中表示：「我等不及讓你們看到這項瘋狂之舉。」史泰松創作的《星之彩》原聲帶由米蘭唱片隨電影同步於2020年1月24日發行數位版，而實體唱片版則於同年2月7日發行。
史泰松主要使用薩克斯風和單簧管來組成該配樂，其中利用低音和中音的薩克斯風來產生類似弦的音調，以豐富情感，這成效比用喇叭獨奏地更好。他也維持了自己招牌的爵士樂傳統，即透過循環呼吸來表達出極簡主義的聲音，這種聲音也涵蓋了黑金屬、後搖滾及現代電子產品等類型。

## 發行

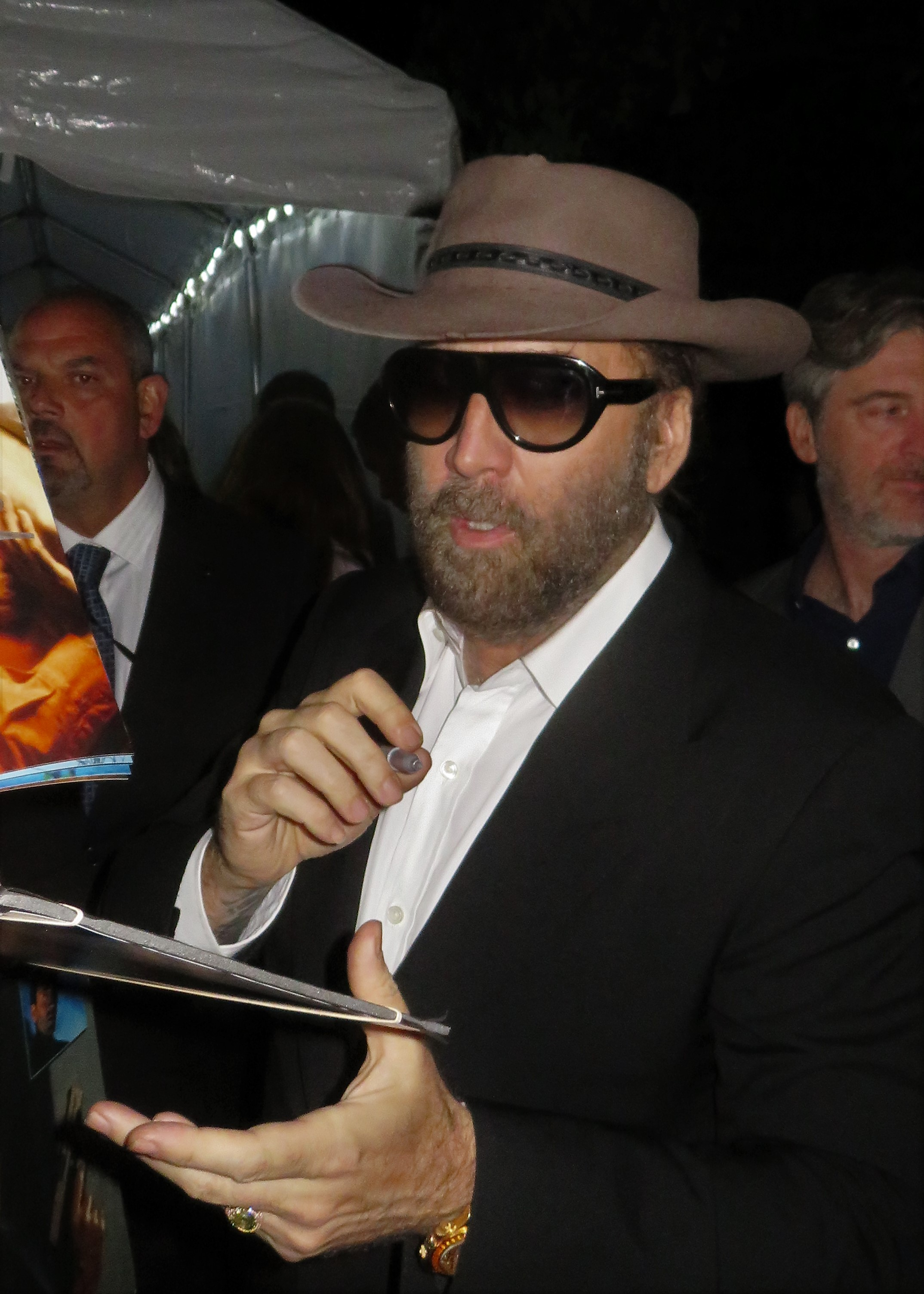
尼可拉斯·凱吉出席於2019年多倫多國際影展的《星之彩》首映會。

《星之彩》最先於2019年9月7日起登上多倫多國際影展「午夜瘋狂」單元舉行全球首映。2019年9月6日，RLJE影業與XYZ影業達成協議，為此取得了該片的美國發行權。
2019年11月6日，《星之彩》正式定檔2020年1月24日在美國以有限上映的方式發行，同時也釋出了首支正式預告片。《星之彩》的藍光、4K藍光和DVD定於2020年2月25日發行。2020年6月，該片被AMC電視網的恐怖片串流媒體平台Shudder買下播映權，以在Shudder上發行。

## 反響

### 評價
《星之彩》整體獲得了正面居多的評價。匯總媒體網站爛番茄基於174條評論，該片持有86%的新鮮度，平均評分為6.71／10；該網站共識：「《星之彩》導演李察·史丹利令人可喜的回報是，將酸雜B級且視覺誘人的洛式恐怖與突發怪誕的尼可拉斯·凱吉融合在一起。」。而在Metacritic上根據28篇影評則獲得了70分（滿分100）。
《綜藝》的丹尼斯·哈維（Dennis Harvey）在評論中表示：「邪典導演李察·史丹利在幾十年來的首要長片是一種有趣、凌亂、刻意過頭的科幻恐怖故事。」並認為雖然故事有些失焦、CGI表現不佳，但仍足以令人感激李察·史丹利的回歸。/Film網站的克里斯·伊凡吉利斯塔（Chris Evangelista）從滿分10分中給了該片6.5分的中等評價，他認為該片帶有凱吉最新的「怪異」和「瘋狂」，且電影顯然也想成為某種怪奇喜劇，但卻從未完全與恐怖結合，並得出結論：「這並非是個完全愉快的體驗，但它可能是種噩夢般、無法預測的狀況而會讓H·P·洛夫克拉夫特感到驕傲。」
《紐約客》的安東尼·連恩給予該片好評並寫道：「最新的發瘋凱吉與眾不同之處是在於它的步調；直到中途它才開始脫軌，且即使臉上沾滿鮮血，他仍然戴上眼鏡、彷彿希望與一本書安定下來。」《海峽時報》的呂約翰（John Lui）也表示：「恐怖片《星之彩》緩慢地的起步，然後儘可能以最好的方式發狂。」

### 票房
在美國，《星之彩》於首週末從81個大銀幕上獲得21萬美元的票房，平均每個廳次約2689美元，加上週三晚間的預售，使當週的票房收入總計超過35萬美元。其中，該片在紐約市和洛杉磯地區表現出色，其布鲁克林、舊金山及奧斯汀等地的阿拉莫庫房影院中的票在首週都已全數賣光。第二週，該片的銀幕降至68個，但仍獲得了超過11萬美元的票房，表現尚可。

## 榮譽
| 獎項和提名                | 獎項和提名             | 獎項和提名     | 獎項和提名 | 獎項和提名 | 獎項和提名 |
| 獎項                      | 類別                   | 得獎者或提名者 | 結果       | 參考       |            |
| ------------------------- | ---------------------- | -------------- | ---------- | ---------- | ---------- |
| 第44屆多倫多國際影展      | 創新聯盟的聚光燈倡導獎 | 尼可拉斯·凱吉  | 獲獎       | [ 49 ]     |            |
| Film School Rejects       | 獎最狂躁表現的男性     | 尼可拉斯·凱吉  | 榮譽獎     | [ 50 ]     |            |
| 錫切斯國際影展獎          | 官方奇幻競賽最佳電影   | 李察·史丹利    | 提名       | [ 51 ]     |            |
| H·P·洛夫克拉夫特影展-波蘭 | 最佳長片               | 李察·史丹利    | 獲獎       | [ 51 ]     |            |
| H·P·洛夫克拉夫特影展-波蘭 | 觀眾票選獎             | 李察·史丹利    | 獲獎       | [ 51 ]     |            |

## 備註
1. ↑  李察·史丹利原為《攔截人魔島》的導演，他在電影開拍後不久便被解雇，之後的二十多年來就再無執導長片[18]。

## 外部連結
- 互联网电影数据库（IMDb）上《星之彩》的资料（英文）
- Metacritic上《星之彩》的資料（英文）
- 爛番茄上《星之彩》的資料（英文）
- AllMovie上《星之彩》的资料（英文）